# Andreas Pekarek
Andreas Pekarek (* 10. März 1949) ist ein deutscher ehemaliger Fußballspieler, der von 1970 bis 1980 für die Betriebssportgemeinschaft BSG Wismut Aue in der DDR-Oberliga, der höchsten Liga im DDR-Fußball aktiv war.

## Sportliche Laufbahn
In der Kindermannschaft der BSG Fortschritt Thalheim begann Andreas Pekarek seine Laufbahn als Fußballspieler. Bereits mit 17 Jahren spielte er in der Männermannschaft. Zuletzt war er mit der BSG Fortschritt 1969/70 in der viertklassigen Bezirksklasse Karl-Marx-Stadt vertreten.
Zur Saison 1970/71 wechselte Pekarek zum Oberligisten Wismut Aue. Mit 20 Einsätzen bei 26 Oberligaspielen erkämpfte er sich als Abwehrspieler sofort einen Stammplatz. Bei seinem zwölften Einsatz erzielte er sein erstes Oberligator, das bis auf Weiteres das einzige blieb. In den nächsten Spielzeiten verlor er seinen Stammplatz wieder, nur 1976/77 kam er noch einmal mit 21 Einsätzen in die Stammelf. Seine torreichste Saison absolvierte Pekarek 1978/79, in der er es, immer noch in der Abwehr spielend, auf drei Treffer brachte. Anschließend folgte seine letzte Oberligasaison, in der er 1979/80 durch Kniebeschwerden gehandicapt nur noch zu acht Einsätzen kam, bei denen er auch nur dreimal in der Startelf stand. Bis dahin hatte er es auf 143 Oberligaspiele gebracht, in denen er sechs Tore erzielen konnte. Daneben bestritt Pekarek mit der 1. Mannschaft 14 Spiele im DDR-Fußballpokal. 1974/75 wurde er vom Achtel- bis zum Halbfinale in vier Begegnungen aufgeboten.
Neben seinen Spielen in der Oberliga kam Andreas Pekarek mit der 2. Mannschaft von Wismut Aue auch in der zweitklassigen DDR-Liga zum Einsatz. Innerhalb von vier Spielzeiten wurde er in zwölf Punktspielen eingesetzt, blieb aber ohne Torerfolg.
Nachdem Andreas Pekarek 1980 seine Laufbahn als Leistungssportler beendet hatte, übernahm er bei Wismut Aue den Cheftrainerposten im Nachwuchsbereich und war selbst für die Juniorenoberligamannschaft verantwortlich.